# Reino de Aragón
El reino de Aragón fue uno de los reinos hispánicos del noreste de la península ibérica. Surgió en la región pirenaica central en 1035 tras la unión de los condados carolingios de Aragón, Sobrarbe y Ribagorza. Posteriormente se expandió hacia el sur, a medida que se hacía con el dominio de territorios musulmanes, hasta llegar a ocupar la superficie correspondiente a la actual comunidad autónoma de Aragón.
No debe confundirse con la corona de Aragón, conjunto de territorios de los que era soberano el rey de Aragón. En un primer momento consistían en el propio reino de Aragón más las posesiones del conde de Barcelona, y posteriormente se añadieron por conquista el reino de Mallorca, el reino de Valencia, y varios territorios en el Mediterráneo. Si bien nunca tuvo la consideración de reino, Cataluña era uno de los territorios integrantes de la Corona, y al concentrar gran peso poblacional y militar, se le solía considerar por simplificación uno de los "reinos" de la Corona de Aragón.
A partir de finales del siglo XV, tras el matrimonio de los Reyes Católicos, tuvo lugar la Unión Dinástica de las Coronas de Aragón y de Castilla. Sin embargo, y a diferencia de la Corona de Castilla, la Corona de Aragón siguió funcionando como una monarquía compuesta y pactista, en la que los territorios compartían a un mismo monarca pero mantenían diferentes leyes, instituciones y maneras de relacionarse con el rey. Así, el Reino de Aragón, como los demás territorios de la Corona de Aragón, mantuvo sus fueros e instituciones hasta que en 1707, en el contexto de la guerra de Sucesión española, el rey Felipe V, primer rey de la casa de los Borbón, derogó sus fueros, abolió el Consejo de Aragón y el resto de instituciones propias, como el Justicia, la Diputación o las Cortes de Aragón, imponiendo las leyes e instituciones de la Corona de Castilla, a través de los Decretos de Nueva Planta. 
Aragón continuaría considerándose una división territorial de España hasta 1833, cuando Javier de Burgos estableció la división territorial por provincias, suprimiendo la división por reinos. Los demás territorios de la antigua corona de Aragón también vieron abolidas sus instituciones y leyes tras los diferentes Decretos de Nueva Planta: las cortes del principado de Cataluña, del reino de Valencia y del reino de Mallorca, como las de Aragón, pasaron a partir de entonces a ser convocadas conjuntamente con las Cortes de Castilla.

## Historia

### Origen: El condado de Aragón
El matrimonio de Andregoto, hija del conde Galindo II de Aragón, con el rey García Sánchez I de Navarra, condujo a la unión de ambas entidades políticas. El Condado de Aragón siguió conservando una cierta personalidad que había sido reforzada por el renacer de la vida monástica y la organización de una diócesis coincidente con los límites del condado.
En 1035 Ramiro, hijo natural de Sancho III de Navarra y baiulus del condado de Aragón, incorporó a este los condados de Sobrarbe y Ribagorza, que habían estado bajo el gobierno de su hermano Gonzalo. Fallecido Sancho, el condado se escindió del reino navarro y se constituyó en reino separado, aunque tutelado por el navarro gobernado por su hermano García Sánchez III. Limitado a los valles pirenaicos y vecino del más poderoso reino navarro y de la importante Taifa de Zaragoza, el aumento de la población y la sed de tierras para sus habitantes le impelían a expandirse, pese a su debilidad militar inicial.
La legitimidad de la nueva dinastía la lograron los reyes Sancho Ramírez y Pedro I al poner el reino bajo el amparo de la Santa Sede. Así el Reino de Aragón pasó a formar parte de los estados occidentales. La donación del reino al papa la realizó Sancho Ramírez en 1068, para tratar de reforzar su posición ante sus hostiles vecinos, en ocasiones coligados contra él.

### Siglos XI-XII: Expansión del reino

La expansión aragonesa en el siglo.

La península ibérica el año 1030, incluyendo el condado de Aragón durante el reinado de Sancho III.

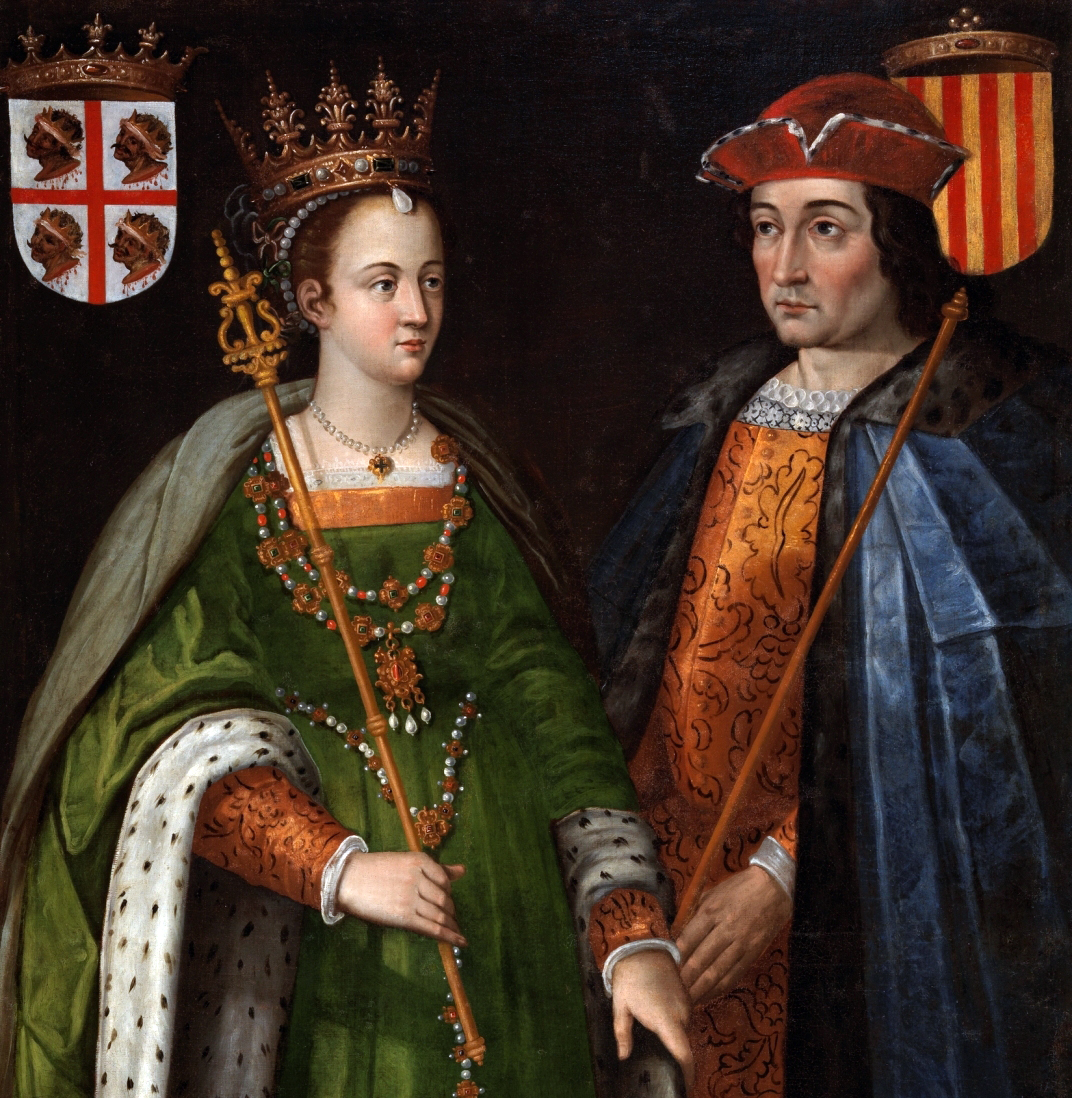
Petronila de Aragón y Ramón Berenguer IV, conde de Barcelona, según interpretación de Filippo Ariosto (1586)

La proyección de Ramiro I para la reconquista de la tierra llana se vio sobrepasada con creces por sus inmediatos sucesores.
El rey de Navarra Sancho Garcés IV fue asesinado por su propio hermano en 1076. Los navarros, no queriendo ser gobernados por el fratricida, eligieron por su rey a Sancho Ramírez de Aragón —primo del fallecido—, quien incorporó la corona de Pamplona a la de Aragón. El reino navarro quedó dividido entre León-Castilla y Aragón; este recibió los principales territorios, incluida la capital navarra, y triplicó su extensión, aunque a cambio de admitir la supremacía teórica castellano-leonesa. Para celebrar la expansión, Sancho fundó la ciudad de Jaca, donde pasó a residir y a donde trasladó el obispado mozárabe (de tradición litúrgica hispano-visigótica bajo dominio musulmán) oscense en el 1077. Como controlaba las tierras altas que lindaban con el Ebro por el norte, pudo emprender diversas incursiones, principalmente contra la taifa zaragozana, y tratar de expandirse hacia el llano, fundamentalmente a lo largo de los valles de Aragón, Sobrarbe y Ribagorza. Para compensar la falta de soldados necesaria para la expansión territorial, trató de traerlos del sur de Francia. La expansión, sin embargo, fue lenta y se realizó en especial mediante la conquista de puntos estratégicos, como Graus en 1083 y Ayerbe, por la misma época. Los avances hacia el sur se aceleraron a finales de siglo, tanto por la falta de apoyo de Alfonso a los zaragozanos como por la marcha del Cid al Levante, que hasta entonces había combatido con estos. En el 1089, los aragoneses se apoderaron de Monzón, que estorbaba las comunicaciones entre Lérida y Huesca y en 1091 construyeron el castillo de El Castellar, entre Zaragoza y Tudela. Sancho emprendió el asedio de la importante ciudad de Huesca —mucho mayor que Jaca y Pamplona y probablemente que ninguna ciudad peninsular en manos cristianas, salvo Barcelona y Toledo— en el 1094, pero murió de un flechazo. Le sucedió de inmediato su hijo Pedro, ya asociado al poder y que retomó pronto el cerco.
El rey Pedro I de Aragón (1070-1104) conquistó Huesca el 27 de noviembre de 1096, después de derrotar al rey Al-Musta'in II de Taifa de Zaragoza en la batalla del Alcoraz, que se libró el 18 de noviembre de ese año. En 1101 tomó Barbastro y Sariñena, y tomó Tamarite de Litera en 1104. En este reinado se reglamentó el Fuero de infanzones.
Durante el reinado de Alfonso I el Batallador (1104-1134), en el curso de pocos años, con la valiosa colaboración de la nobleza feudal del sur de Francia, se conquistaron los núcleos urbanos y comarcas de Tudela, Tarazona, Calatayud, Daroca y Zaragoza.Después de la muerte de su hermano Pedro I de Aragón, decide actuar sobre las Cinco Villas y en el año 1105 conquista Ejea de los Caballeros.
El rey de Zaragoza, Al-Musta'in II decide realizar una expedición de saqueo contra los cristianos vecinos en el año 1110 y acabará batiéndose con los caballeros fronteros en la batalla de Valtierra donde será derrotado y encontrará la muerte. La toma de Zaragoza en 1118 supuso la caída de todo el reino moro, cambiando de este modo radicalmente las estructuras sociales y los horizontes espirituales del pequeño reino de montañeses que hasta entonces había sido Aragón.
En 1120 el monarca aragonés conquista Calatayud, Daroca, concede fuero a Soria y este mismo año el ejército aragonés consigue una victoria muy importante sobre los musulmanes en la batalla de Cutanda.En 1125 se organiza la gran expedición militar de Alfonso I de Aragón por Andalucía, demostrando la debilidad del poder almorávide en Levante y Andalucía.
El rey Batallador, quien había fracasado en su matrimonio con la reina leonesa Urraca, no tuvo descendencia. En su singular testamento, hizo herederas de sus reinos a las órdenes militares, pero nadie pensó en cumplir dicho testamento y los nobles aragoneses, reunidos en Jaca reconocieron a su hermano Ramiro como rey. Por su parte, los navarros eligieron a García Ramírez, lo que determinó la separación del Reino de Navarra. En ese momento Ramiro era obispo de Roda-Barbastro, pero tuvo que ocupar el trono.
Ramiro II de Aragón (1086-1157) sólo reinó durante tres años, de 1134 a 1137.Fue desposado con Inés de Poitou hija del duque Guillermo IX de Aquitania. La coronación tuvo lugar en Zaragoza en el año 1134.

### Corona de Aragón

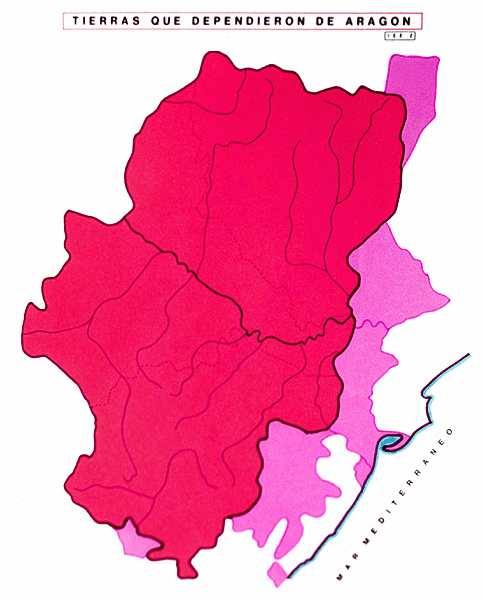
Máxima extensión del Reino de Aragón (en color morado, territorios perdidos en favor del Principado de Cataluña y del Reino de Valencia). Mapa publicado por la Institución Fernando el Católico

En 1137 Ramiro II el Monje pactó los esponsales de Petronila de Aragón, con Ramón Berenguer IV de Barcelona. El hijo de ambos, Alfonso II, fue el primer rey en heredar los títulos de rey de Aragón y conde de Barcelona.

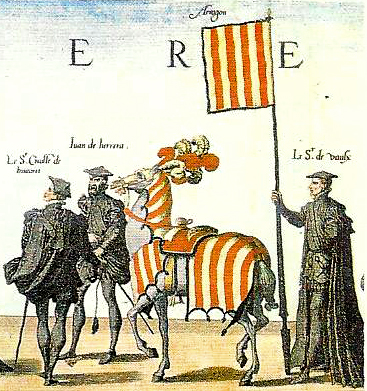
Guion y caballo engualdrapado con el emblema heráldico del Reino de Aragón privativo en las exequias por la muerte de Carlos I de España. En La Magnifique, et sumptueuse pompe funèbre faite aus obsèques, et funerailles du très grand, et très victorieus empereur Charles Cinquième, celebrées en la Ville de Bruxelles le XXIX. jour du mois de décembre M.D.LVIII par Philippes Roy Catholique d’Espaigne son fils, Jérôme Cock (dibujo), Jean y Luc de Dovar (grabadores), Amberes, Cristóbal Plantino, 1559, LÁM. 19.

En su momento de mayor extensión territorial, el Reino de Aragón estaba integrado por los territorios que hoy forman la comunidad autónoma de Aragón, más una gran parte de la actual provincia de Lérida, la mayor parte del valle del Ebro hasta el mar, con Tortosa como principal ciudad costera, y el norte de la actual provincia de Castellón. Esta expansión se articuló mediante la creación de los Marquesados de Lérida y Tortosa, aunque posteriormente fueron cedidos por Jaime I de Aragón al Principado de Cataluña. 

Fernando II (1479-1516) casó con Isabel I de Castilla. El nieto de ambos, Carlos I, heredó ambas coronas, pero manteniendo cada una sus propias leyes y costumbres.

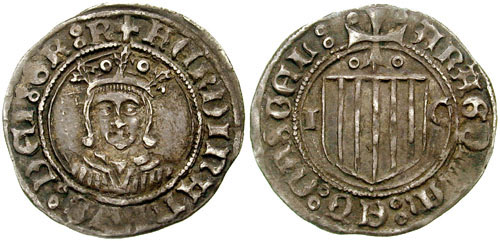
«Aragonés» o medio real de plata de Fernando el Católico. Acuñado en 1484 en Zaragoza (reverso con las iniciales I C flanqueando las armas de Aragón, donde la C, marca de ceca, remite a Çaragoça). Tuvo el valor de un sueldo jaqués, lo que la convirtió en la figuración de la unidad de la moneda de cuenta aragonesa tradicional, que no fue amonedada nunca.

En 1700, con la muerte de Carlos II, fue proclamado rey de Castilla y de Aragón Felipe de Anjou, lo que provocó la guerra de sucesión española. La Corona de Aragón se puso de parte del archiduque Carlos, el otro pretendiente. Cuando la guerra terminó, Felipe V promulgó los decretos de Nueva Planta, por los que quedaban abolidas las instituciones forales de la Corona de Aragón, que se integraba en un Estado moderno y centralizado en la mayor parte de su territorio, salvo en las Provincias Vascongadas y Navarra, que siguieron manteniendo sus fueros. En 1711 fue creada la Capitanía general de Aragón.

## Fueros

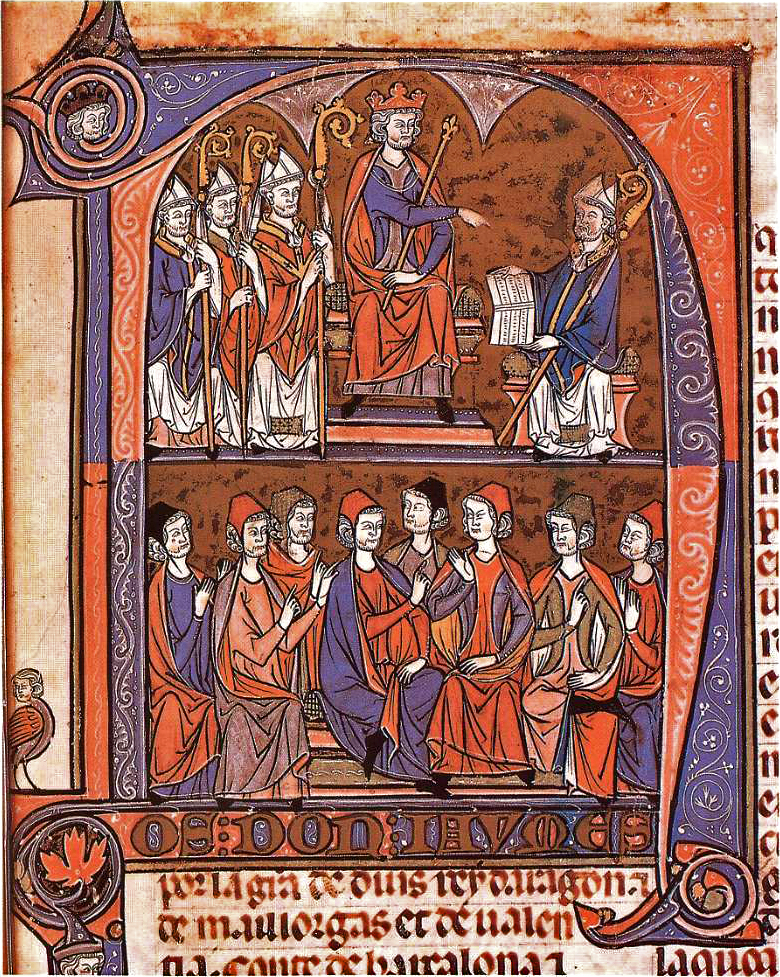
Vidal Mayor. Manuscrito del. El rey Jaime I recibiendo de manos del obispo de Huesca Vidal de Canellas el manuscrito con la compilación de los Fueros de Aragón

Fueros es un término que puede tener varias acepciones. Eran un pacto entre el rey y los pobladores de un lugar, que podría ser una ciudad o un reino entero. Los fueros de Aragón fueron el conjunto de leyes vigentes en el Reino de Aragón, compilados en 1247.
Sustituyeron a los fueros locales que existían anteriormente, como el fuero de Jaca, otorgado por el rey Sancho el Mayor otorgó fueros buenos para incentivar el asentamiento en la ciudad de cristianos del otro lado del Pirineo. Esos fueros, o fueros derivados de ellos, fueron después concedidos a otras ciudades y villas de Aragón y fueron también la base de fueros otorgados a poblaciones de otros reinos. 
El justicia de Aragón empieza siendo un juez de la Corte, y en el 1265 se establece como juez de pleitos entre los nobles y el rey y como presidente de las Cortes del reino. Al principio era nombrado por el rey de entre los nobles, pero acabó siendo una dignidad a veces vitalicia y hereditaria, siendo recortadas sus prerrogativas en 1592 como consecuencia de las Alteraciones de Aragón.
En 1283, después de que el rey Pedro III fuera excomulgado por el papa Martín IV por haber ocupado Sicilia, reino feudatario de la Santa Sede, la oligarquía aragonesa se confedera para limitar el poder real y extraer nuevos privilegios. El rey se ve forzado a conceder el Privilegio General en lo que sería conocida como la revuelta de la Unión en 1283. Su hijo Jaime II es forzado a conceder el Privilegio de la Unión. Durante el reinado de Jaime I se habían reunido distintas asambleas, más o menos concurridas, para resolver pleitos. El Privilegio de la Unión requiere la convocatoria anual de una corte de nobles y ciudadanos, que acabará incluyendo cuatro brazos: los ricoshombres, los infanzones y caballeros, las autoridades eclesiásticas y las universidades. En aquel tiempo se llamaban universidades a las ciudades, villas y comunidades del reino. Las Cortes de Aragón no son convocadas con la regularidad requerida, pero con el tiempo toman el control de la fiscalidad del reino, otorgando fondos al rey a cambio del mantenimiento y extensión de los privilegios de los estamentos representados en ellas.

La Diputación General del Reino nace en 1363 como el organismo delegado por las Cortes para recaudar y administrar los impuestos y aranceles, y para entregar al rey los fondos acordados. Están representados en ella los cuatro brazos de las Cortes, con dos diputados por cada brazo. Con el tiempo sus atribuciones crecerán al encargarse de la administración de los fondos necesarios para preservar la paz y el bienestar del reino.

Reinos ibéricos en 1400

Fernando el Católico instituye la figura del virrey de Aragón, que ejercerá las atribuciones reales cuando el rey esté ausente del reino, cosa que sucederá frecuentemente con los monarcas de la Casa de Austria. Del virrey dependía el gobernador, encargado de mantener el orden y la paz social, y la Real Audiencia, tribunal que impartía justicia para casos graves o de gran importancia, o que afectaran a individuos aforados. También estableció la autoridad de la Inquisición en el reino, un órgano del que posteriores reyes abusaron para burlar lo establecido en los fueros aragoneses, que no prevalían sobre la Inquisición como ocurrió en las Alteraciones de Aragón.

## Organización territorial
El sistema administrativo más antiguo del reino se basaba en la distribución de poblaciones y tierras a los nobles que participaban en la conquista. Los nobles podían recibir estos honores en propiedad o en tenencia, cuando el rey se reservaba la propiedad pero cedía al noble su administración. Los nobles podían recibir castillos en tenencia, encargándose de mantenerlos guarnecidos a cambio de poblar y obtener rentas de las tierras que estos controlaban.
El rey también concedió la administración de tierras y poblaciones a la jerarquía eclesiástica. Obispados, arciprestazgos, abadías y órdenes militares administraban y cobraban rentas de los honores a ellos otorgados.
Con el tiempo el rey empezará a crear una red de funcionarios para que controlen las tierras y poblaciones directamente dependientes de él, llamadas de realengo. El merino era un agente ejecutivo, judicial y militar del monarca que ya aparece documentado en el Fuero de Jaca. Los bailes comenzaron teniendo competencias similares, pero acabaran especializándose en la gestión del patrimonio real. El rey otorgaba a ciudades y villas de realengo fueros que especificaban los privilegios de sus vecinos. Las comarcas de Daroca, Teruel, Calatayud, Albarracín y otras fueron organizadas en comunidades que enviaban sus propios representantes a las Cortes. En el siglo XV el territorio del reino fue dividido en once sobrecollidas con fines fiscales, que fueron convertidas en veredas, con algunas modificaciones, en el siglo XVII.

## Demografía
Antes de la conquista islámica de la península ibérica la población en lo que luego sería Aragón era una mezcla del sustrato íbero y celtíbero con los colonizadores romanos y los invasores visigodos, con vascones ocupando los valles pirenaicos. Había también una minoría judía, resultado de la diáspora del siglo I. Esta minoría, tolerada por los romanos, estaba siendo perseguida por los visigodos en la época previa a la invasión musulmana.
Los invasores musulmanes no fueron muy numerosos, siendo principalmente bereberes, pero también, en oleadas posteriores, árabes y sirios. Aquellos establecidos en el valle del Ebro eran mayoritariamente árabes, divididos entre qaysíes y kalbíes, árabes del norte y del sur. La mayoría de la población musulmana en la zona en la época de la reconquista eran muladíes, cristianos convertidos al islam. Aquellos cristianos que no se convirtieron, llamados mozárabes, fueron tolerados por los gobernantes musulmanes a cambio del pago de impuestos especiales.
Los primeros condes de la Marca Hispánica fueron francos, pero con el tiempo fueron reemplazados por las élites locales, vasconas e hispanovisigodas. Los reyes de Pamplona y luego de Aragón promovieron la inmigración de francos y occitanos a sus reinos, así como la de mozárabes. Con la invasión de los fundamentalistas almohades, comunidades judías de al-Ándalus también emigraron a los reinos cristianos. Tras la conquista del valle del Ebro, un número considerable de musulmanes pasó a ser súbditos del rey de Aragón. Estos musulmanes, llamados mudéjares, formaron una parte importante de la clase artesanal y agrícola del reino, como se refleja en la muy difundida arquitectura mudéjar aragonesa.
El siglo XIII fue la época dorada de los judíos de Aragón. La minoría judía era eminentemente urbana, dedicándose a todo tipo de ocupaciones, pero destacando en la medicina, la administración, la recaudación de impuestos y el préstamo. Los judíos eran considerados propiedad de la corona, proporcionándoles el rey protección a cambio de contribuciones especiales. En el mismo siglo se produjo la llegada de refugiados cátaros de Occitania, que huían de la persecución religiosa. La situación de los judíos empeoró al final del siglo debido a la presión de la jerarquía católica, siéndoles prohibidos el ejercicio de cargos públicos. Muchos judíos aragoneses se convirtieron al cristianismo, con mayor o menor convicción, para evitar los altos impuestos y la persecución. Estos conversos se integraron en la población cristiana, mezclándose incluso con familias nobles. Esto podría explicar la significante frecuencia de haplotipos judíos en la población aragonesa contemporánea.
Los conflictos internos, la guerra con Castilla y sobre todo la peste negra y otras epidemias en el siglo XIV produjeron un descenso importante de la población en el reino. En el año 1492 los Reyes Católicos decretaron la conversión o expulsión de los judíos. En el 1495 se realizó un censo, el fogaje de 1495, que reveló un total de 51 540 fuegos en el reino, o unos 200 000 habitantes. Los musulmanes eran entonces un 11 % de la población total. La ciudad más poblada, Zaragoza, contaba con menos de 20 000 pobladores. 
En 1525 Carlos I decretó también la conversión o expulsión de los mudéjares, siendo bautizados la mayoría de los musulmanes de Aragón en el 1526. Durante el siglo XVI el total de la población creció un 50 %, sobre todo en la ribera del Ebro y sus afluentes de la margen derecha. Parte del crecimiento fue debido a inmigración procedente del norte de los Pirineos. En el siglo XVII el crecimiento demográfico se ralentizó. En 1610 fueron expulsados unos 65 000 moriscos, alrededor de un 20 % de la población. Otros factores significativos en el menor crecimiento poblacional fueron la pérdida de producción agrícola debido a la expulsión de los moriscos y periodos de sequías, una peste que asoló el reino de 1647 a 1654, el aumento de la imposición fiscal y la sublevación de Cataluña.
Ya en el siglo XVIII, la guerra de Sucesión española conllevó una disminución de alrededor del 10 % en población, incluyendo la emigración de muchos de los residentes de origen francés después de que el archiduque Carlos decretara su expulsión.